# Chapelle du collège Stella Maris de Gżira
La chapelle du collège Stella Maris est une chapelle catholique située à Gżira, à Malte.

## Historique
L'école, ouverte par les Frères chrétiens en 1904 dans la Villa Schinas, a été transférée dans une nouvelle école construite en 1938. Vingt ans plus tard, la chapelle du Collège a été ouverte aux habitants du quartier.